# Парламентские выборы в ЮАР (1966)
Парламентские выборы в Южной Африке проходили 30 марта 1966 года для избрания 166 депутатов Палаты собраний. Национальная партия под руководством Хендрика Фервурда ещё более укрепила свои позиции в парламенте, получив 126 из 170 мест. 
Впервые Национальная партия получила большинство в 2/3 голосов. Основная оппозиционная Объединённая партия, хотя и увеличила количество голосов избирателей в свою пользу, тем не менее, значительно снизила своё парламентское представительство.
Количество мест для белых избирателей в Южной Африке было увеличено со 150 до 160 в соответствие с Конституционной поправкой от 1965 года.

## Результаты
Количество зарегистрированных избирателей было 1 901 479. Было подано 1 302 151 голосов (из них 7 494 недействительных).
| Партия | Партия               | Места | %     | Голоса    | %     | Лидер                 |
|        | Национальная партия  | 126   | 75,90 | 759 331   | 58,31 | Хендрик Фервурд       |
|        | Объединённая партия  | 39    | 23,49 | 486 629   | 37,37 | сэр Де Вилльерс Грааф |
|        | Прогрессивная партия | 1     | 0,60  | 39 717    | 3,05  | Ян Стейтлер           |
|        | Независимые          | –     | –     | 16,474    | 1.27  | –                     |
|        | Всего                | 166   | 100   | 1 302 151 | 100   |                       |